# Club Nàutic del Garraf
El Club Nàutic del Garraf és una entitat esportiva i club nàutic, fundat el 1965, en una ubicació excepcional, i un entorn privilegiat als peus del Parc Natural del Garraf, situat al nucli del Garraf, del municipi de Sitges, a la comarca del Garraf. L'any 2021 tenia una base de 370 socis. El Club Nàutic del Garraf és el gestor del port del Garraf. Recentment, el Club ha obtingut un nou període concessional fins a l'ny 2045.
En la pràctica de la vela el Club Nàutic Garraf s'ha posicionat com un club de referència en l'organització de regates tan emblemàtiques com 'La Mare Nostrum', que forma part del calendari oficial de regates de 'Classe 6.50' o 'La Petrolera', amb equips de regata des d'Optimist a 470, així com regatistes d'alt nivell que participen als Jocs Olímpics i que s'han format en aquest Club. L'entitat s'ha convertit, d'aquesta manera, en un club pioner a la pràctica de la vela esportiva. En l'actualitat el Club compta amb equips de regates olímpics i regatistes oceànics que han après a navegar en aigües properes al port del Garraf. El Club Nàutic Garraf ha estat també pioner en l'organització de jornades de portes obertes per poder oferir iniciació gratuïta als diferents esports que hi ha al Club: vela, caiac, submarinisme, pàdel SUP o pesca, entre d'altres. A més, el Club manté també convenis de col·laboració amb entitats com l'Associació Cetàcia, que amb la seva embarcació al port del Garraf són pioners en la divulgació i la defensa dels cetacis i el medi marí.
Disposa d'un port esportiu de 538 amarratges des de 6m fins a 20m, calat bocada de 2,5m i calat interior de 3m.